# سسک خوش‌صدا

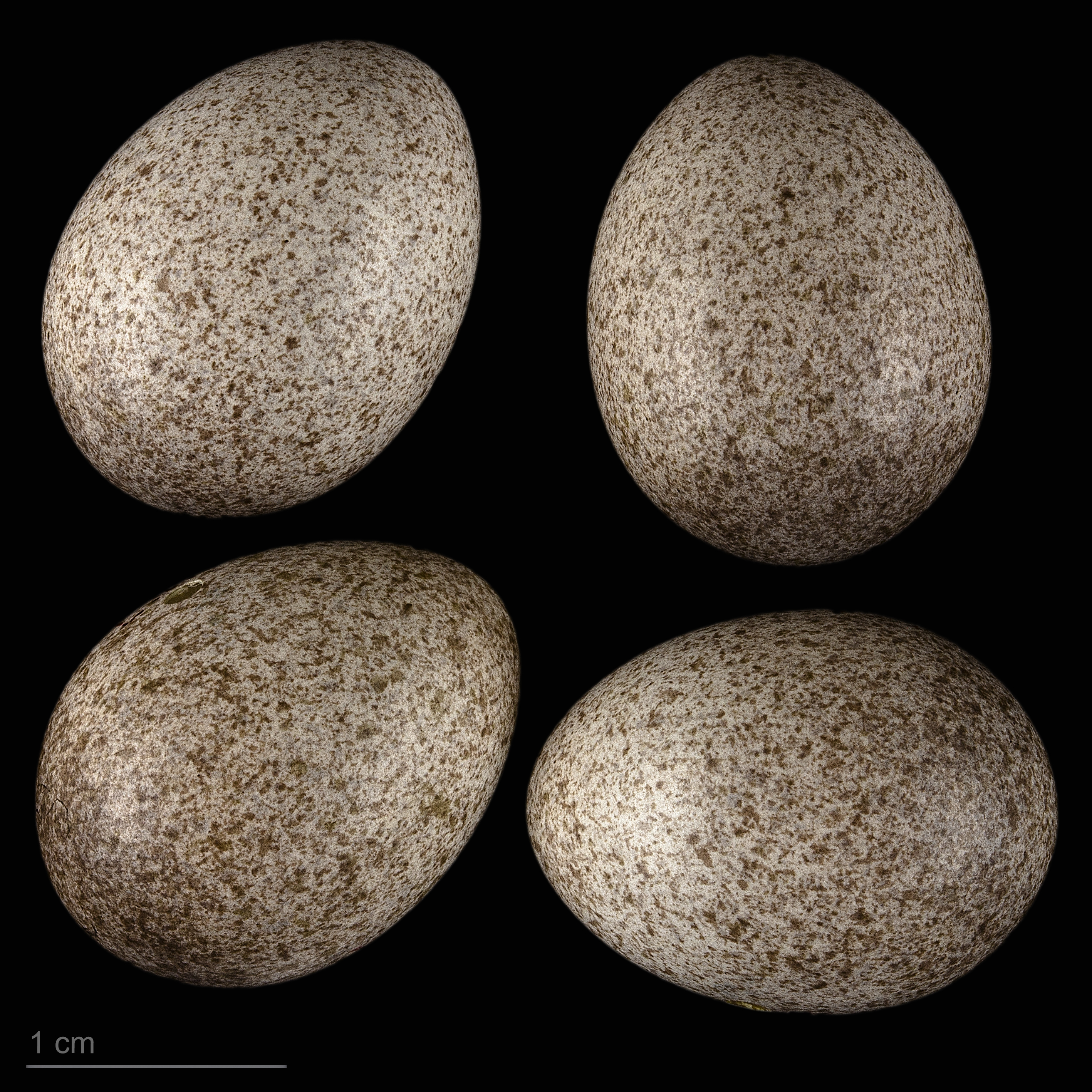
Locustella luscinioides

سسک خوش‌صدا یا سسک ساوی (نام علمی: Locustella luscinioides) نام یک گونه از سرده سسک‌های ملخی بیشه‌ای است.